# Alexandria de l'Indus
Alexandria de l'Indus va ser una ciutat que segons Flavi Arrià va fundar Alexandre el Gran a uns 500 km al sud de l'Hidaspes, i 500 km al sud de Bucefàlia, en la unió entre l'Indus i l'Acesines.